# Vicia basaltica
Vicia basaltica är en ärtväxtart som beskrevs av Plitmann. Vicia basaltica ingår i släktet vickrar, och familjen ärtväxter. Inga underarter finns listade i Catalogue of Life.
Arten är troligen endemisk i Israel och forskare har diskuterats dess släktskap till Vicia hulensis.